# Renah Medan
Renah Medan is een bestuurslaag in het regentschap Merangin van de provincie Jambi, Indonesië. Renah Medan telt 368 inwoners (volkstelling 2010).